# Eugène Mage
Abdon Eugène Mage (Parigi, 1837 – Ouessant, 1869) è stato un esploratore francese.
Già esploratore del Tagant, nel 1863 si recò in Senegal, donde riuscì, nel 1866, a raggiungere il Niger. La relazione di tale viaggio fu pubblicata solo nel 1868.

## Opere
- Voyage dans le Soudan Occidental